# 삼성 갤럭시 카메라
삼성 갤럭시 카메라(Samsung GALAXY Camera)는 삼성전자에서 제조/판매하는 안드로이드 컴팩트 카메라다.
GC100모델은 2012년 11월에, GC110 모델은 2013년 2월 27일에 출시했다.
이동통신 모델은 GSM, UMTS, LTE 등의 통신방식을 지원하여 데이터 통신서비스와 SMS, MMS 등의 문자 메시지 서비스를 지원하나, 통화기능은 지원하지 않는다.

## 연혁
- 2012년 9월 : 제품 공개
- 2012년 11월 : LTE 버전 EK-GC100 출시
- 2013년 1월 2일 : EK-GC100 모델의 안드로이드 4.1.2 젤리빈 업그레이드 시작
- 2013년 2월 27일 : 와이파이 버전 EK-GC110 버전 출시

## 색상
- 블랙
- 화이트
- 레드
- 오렌지

## 운영 체제/소프트웨어

### 안드로이드 4.1 젤리빈
GC110은 4.1.2 젤리빈을 탑재하여 출시했다.
EK-GC100는 4.1.1 젤리빈을 탑재하여 출시되었으며 2013년 1월 2일 영국에서 4.1.2 젤리빈으로의 업그레이드가 시작되었다.
주요 개선점은 다음과 같다.
- 갤러리 애플리케이션 개선